# 露営の歌
「露営の歌」（ろえいのうた）は、1937年（昭和12年）9月にコロムビアレコードから発売された軍歌。
「露営の歌」はB面であったにもかかわらず、A面の「進軍の歌」をしのぐ人気を得て、当時としては異例の、半年で60万枚のレコードを売り上げ、当時の有名な歌謡曲の一つとなった。なお、露営の歌の前奏に西條八十が詞を付けた「さくら進軍」という歌も作られている。

## 収録曲
露営の歌はB面曲である。
|   | 曲名     | 作詞       | 作曲     | 編曲     | 歌                                           |
| - | -------- | ---------- | -------- | -------- | -------------------------------------------- |
| A | 進軍の歌 | 本多信寿   | 辻順治   |          | 陸軍戸山学校軍楽隊                           |
| B | 露営の歌 | 籔内喜一郎 | 古関裕而 | 奥山貞吉 | 中野忠晴、松平晃、伊藤久男、霧島昇、佐々木章 |

## 作詞作曲
1937年、日中戦争が勃発した。『東京日日新聞』と『大阪毎日新聞』に題号が分かれていた『毎日新聞』が戦意高揚のためこれにあわせて「進軍の歌」の歌詞を公募し、籔内喜一郎（1905年–1986年、奈良県出身、京都市役所に勤務）が傑作に入選した。
それを北原白秋や菊池寛らが「露営の歌」と題し、古関裕而が作曲を手がけた。古関は満州を旅行の帰途下関から東京への特急列車の車中で新聞に発表された歌詞を見て心を動かされ、依頼されていないにもかかわらず作曲していた。東京に着いた古関に日本コロムビアの社員が作曲を依頼した際には「それならもうできていますよ」と楽譜を差し出したという。
京都の嵐山には「露営の歌碑」がある。題字は陸軍大将松井石根によって行われている。

## 替え歌
1973年（昭和48年）には読売テレビ制作・日本テレビ系の買物ゲーム番組『買ッテ来ルゾト勇マシク』（坂本九・柏木由紀子夫妻司会）のテーマ曲に「露営の歌」の替え歌が用いられた。番組タイトルは「露営の歌」の歌い出しに由来している。